# Aloïs Boudry

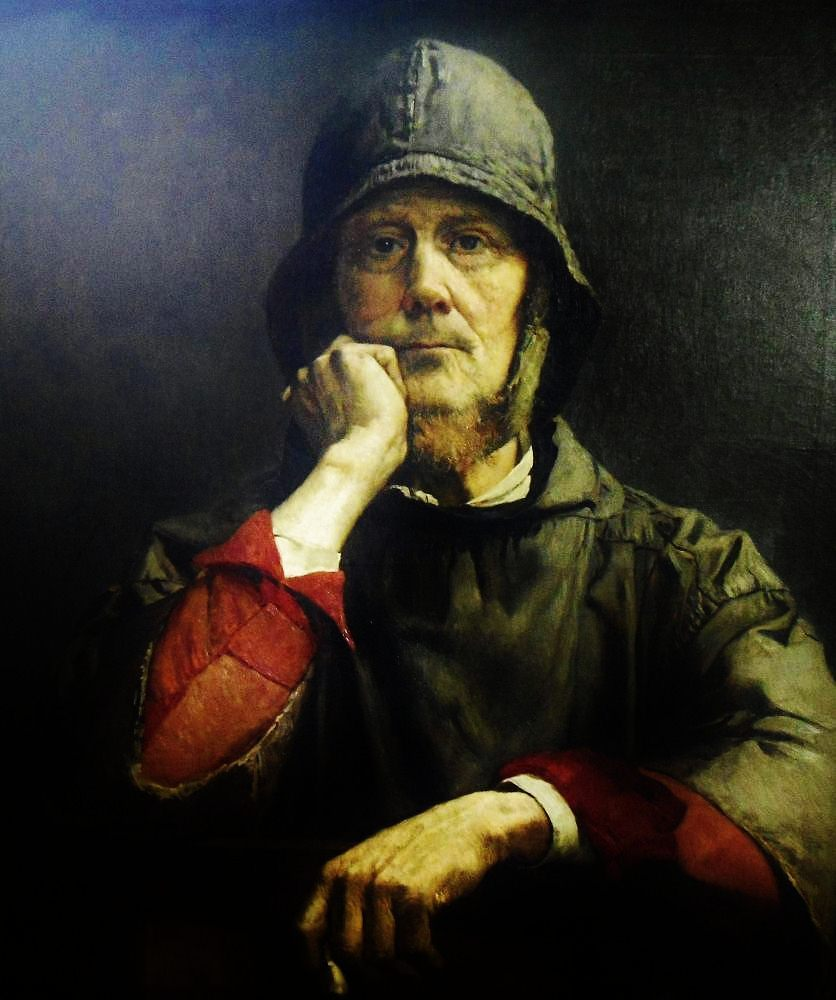
Ein Fischer

Aloïs Boudry (* 12. August 1851 in Ypern; † 27. November 1938 in Antwerpen) war ein belgischer Maler von Genreszenen, Porträts und Stillleben.
Er begann seine Malerlehre an den Kunstschulen in Ypern, dann in Roeselare. Studierte an der Koninklijke Academie voor Schone Kunsten van Antwerpen bei Nicaise de Keyser und Joseph van Lerius.
1885 trat er dem Antwerpener Verein bildender Künstler„Als ik Kan“ bei, die auf traditionelle Weise arbeiteten. Er nahm an der Weltausstellung Brüssel 1910 teil. Er gab 1906 eine Ausstellung in Antwerpen.
In den Sommermonaten malte er in seinem Fischerhaus in Oostduinkerke die Dorfbewohner mit ihren täglichen Aktivitäten. Nach dem Ausbruch des Ersten Weltkriegs 1914 floh er nach Großbritannien, wo er sich hauptsächlich mit der Porträtmalerei beschäftigte. Er kam 1917 nach Italien.
Er wurde mehrfach ausgezeichnet, unter anderem mit einer ehrenvollen Erwähnung auf der Weltausstellung Paris 1889, der Silbermedaille in Bordeaux 1895 und der Silbermedaille in Brüssel 1910.
Sein Sohn Robert Boudry (1878–1961) und sein Enkel Paul Boudry (1913–1976) wurden ebenfalls Maler.